# アーツナビ
アーツナビは、公益財団法人富山県文化振興財団が富山県内のイベントチケットを専門に取扱うプレイガイドシステムとして開発し2005年（平成17年）10月1日から運営開始した。
取り扱う催事は、富山県内が会場であれば、音楽コンサート、演劇、古典芸能、バレエ、ミュージカル、美術展、スポーツの他、講演会、ディナーショーなどあらゆる有料イベントを対象として運営している。
　
窓口は、富山県民会館・富山県教育文化会館・富山県高岡文化ホール・新川文化ホールに設置してあるが、催事情報のデータベース化によりどの窓口でも同在庫による販売を行うことができ、アーツナビサイトによるインターネット販売も行っている。
2019年（平成31年）1月7日（販売業務再開は同年1月9日より開始）にシステムの入替を行ない、入替以前では座席図指定販売は富山県立の文化ホール及びオーバード・ホールの6施設であったものが、ほぼ県内全ての文化ホールでの座席図を確認しながらの指定販売が可能となった。また、富山県立の文化ホールにおいてのみチケットの受渡しであったものが、コンビニエンスストアでも可能となるなど、サービスが充実した。